# Парк Максимир

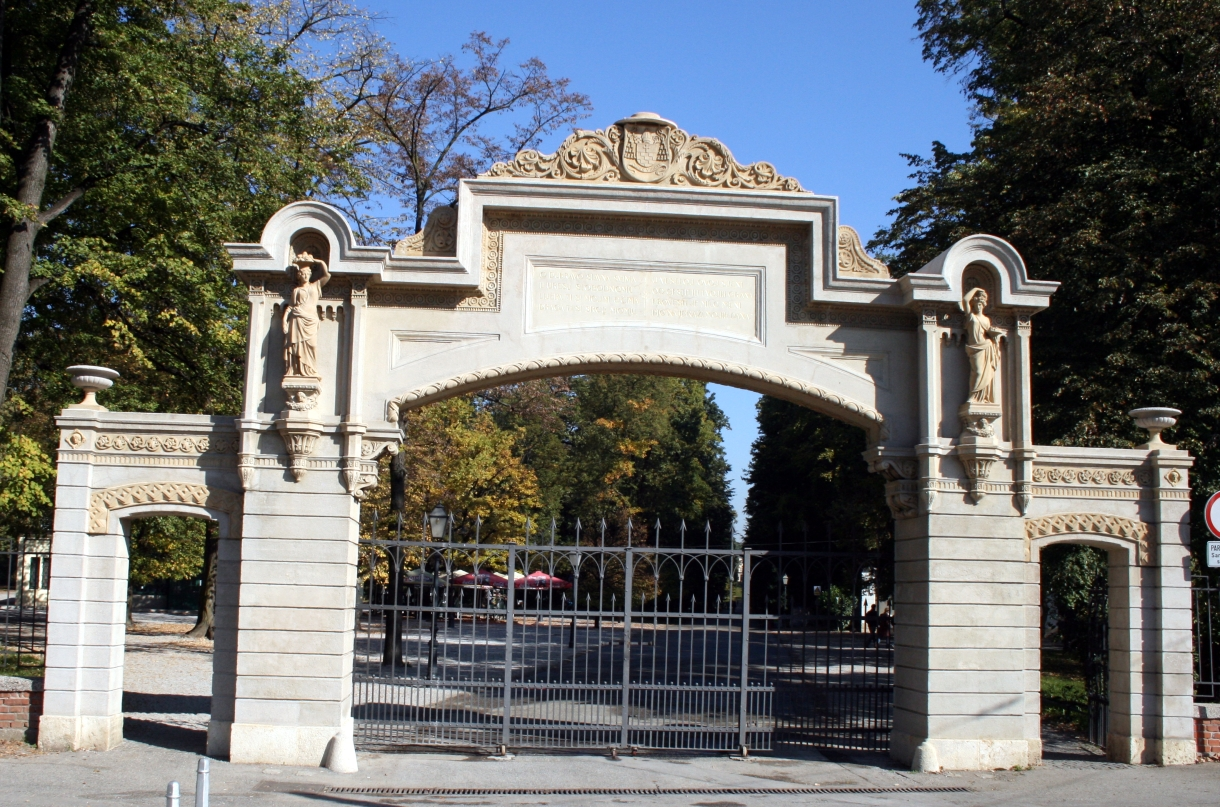
Головний вхід до парку Максимир.

Парк Максимир (хорв. Park Maksimir) — парк у Загребі, найстаріша зелена зона міста. Займає площу 316 га. Заснована наприкінці XVIII — початку XIX століття єпископом Максиміліаном Врховацем, ім'я засновника увічнене в назві парку.

## Ландшафти

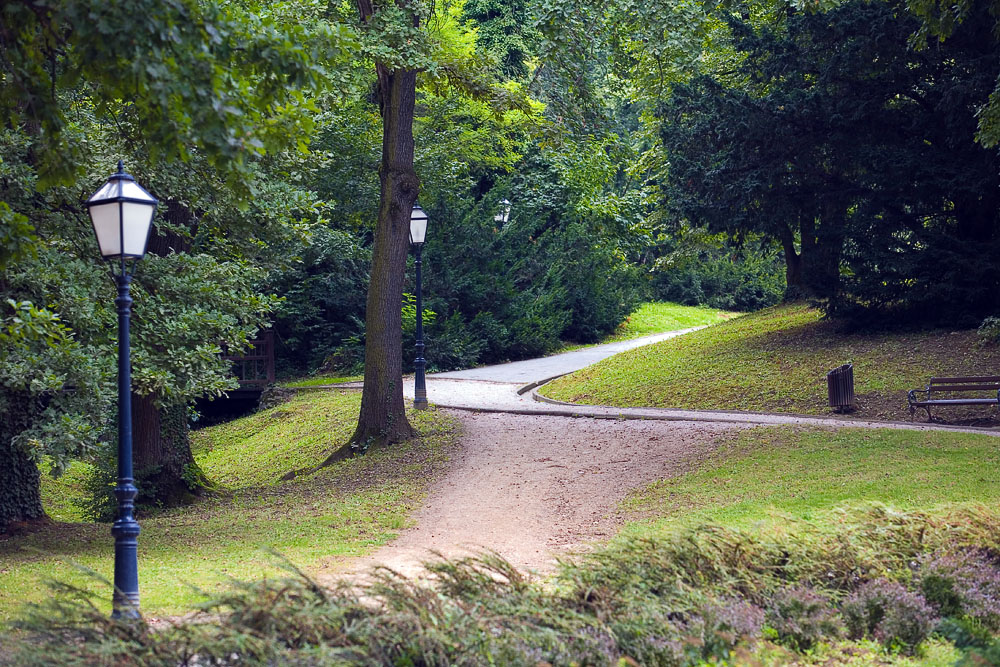
Типовий пейзаж парку.

На момент утворення ця зелена зона була на околиці міста та охоплювала південні схили гори Медведниця і береги річки Сава. Її територія являла собою первісний грабово-дубовий ліс.
У XIX столітті ландшафти було змінено у стилі англійського пейзажного парку, також було додано споруди у стилі романтичного неокласицизму з елементами історизму. Під час проведення робіт було вирубано частину лісу, викопано штучні озера, прокладено шляхи та побудовано кілька мостів. Не зважаючи на це, до цього часу на великій площі парку збереглися природні біотопи.

## Флора
У південній частині та в низовинах північної частини домінує дуб звичайний, в центрі зустрічаються лісові асоціації з грабу звичайного. Окрім дібров у низовинах парку Максимир ростуть вільха чорна, ясен звичайний, верба біла, в'яз, липа дрібнолиста, тополя біла. У найвологіших біотопах ростуть осоки, очерет, а також рідкісні види, котрі перебувають під охороною, — лілія кучерява, тирлич тощо.
Лісові асоціації на пагорбах представлені дубом скельним та каштаном посівним. Неподалік від грабових заростей можна знайти черемху звичайну та ліщину. Також наявні насадження хвойних дерев — сосни звичайної та чорної, ялини Дугласа.
Загалом у парку вирощують 300 видів культурних рослин. Серед інтродукованих видів домінує робінія звичайна, також тут можна зустріти таких екзотів, як африканський тамарикс, канадська слива, японська бирючина, ліванський кедр, самшит.

## Фауна

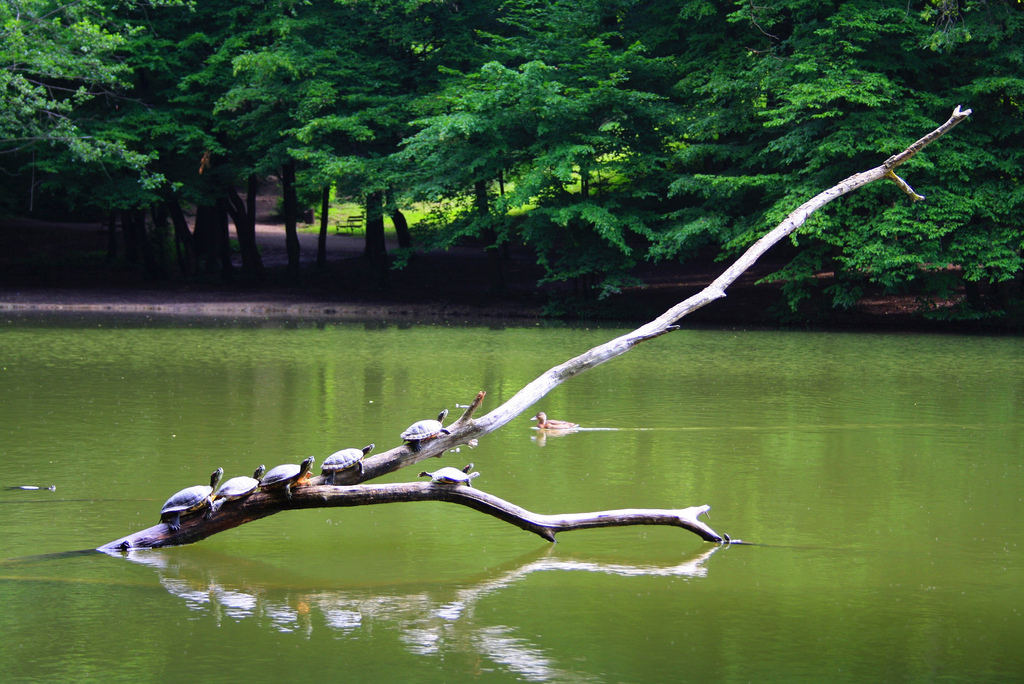
Черепахи на парковому озері.

Тваринний світ, що є невід'ємною частиною екосистем, тісно пов'язаний з рослинністю парку Максимир. Найстаріші записи, що стосуються фауни цієї місцевості, відомі з XIX століття. Зокрема в нотатках Agramer Zeitung (1853 р.) було зазначено, що в парку мешкають лелеки та зустрічаються вовки. Проте останній хижак вбитий ще у 1890 році.
У минулому територія парку широко використовувалась для розведення різноманітних тварин. У ставках вирощували п'явок для медичних цілей та черепах, існувала птахофабрика, голубник, ферми з розведення шовкопрядів, оленів та фазанів, пасіка тощо.
У наш час у парку зустрічаються лисиці, куниці, миші, білки, кажани та 104 види птахів, з яких 70 видів осілі. Найрозповсюдженіші дятли, повзики, синиці, крижні. Крім того, у ставках мешкають раки, жаби, ропухи, європейські болотяні та завезені з Північної Америки червоновухі черепахи. У вологих місцинах зустрічаються вогняні саламандри, звичайні вужі.

## Культурна спадщина та розваги
Серед споруд парку Максимир найвідоміші павільйон Луна, Швейцарський дім, будинок єпископа Юрая Хаулика та готична каплиця Святого Юрая. Певний історичний інтерес представляють будівля колишньої шовковичної фабрики та пасіка. До створення будівель та пам'ятників долучилися такі відомі архітектори, як Антон Домінік Фернкорн, Йосип Кассманн, Франьо Серафін Корблер, Міхаель Себастьян Рідель, Франц Шюхт.
У цілому архітектурні ансамблі добре вписані в навколишній пейзаж. Звичайних паркових атракціонів немає, тому ця зелена зона найпридатніша для повільних прогулянок і спокійного відпочинку. В той же час в межах її території працюють Загребський ботанічний сад та Загребський зоопарк.
Парк Максимир є громадською установою, вхід до нього вільний. За відвідання зоопарку та ботанічного саду стягується окрема платня. Парк з'єднаний з центральною частиною міста трамвайними маршрутами № 4, 7, 11, 12. Неподалік від нього розташований стадіон «Максимир».